# Jugla
Jugla es un barrio de la ciudad de Riga, Letonia.

## Superficie
Posee una superficie de 14,099 kilómetros cuadrados (1409,9 hectáreas).

## Población
Hasta 2021 presentaba una población de 23 066 habitantes, con una densidad de población de 1636 habitantes por kilómetro cuadrado.

## Transporte

### Rutas
- Autobús: 1, 14, 15, 21, 28, 29, 31.[1]
- Tranvía: 1, 3.[1]